# 阿布纳·道布尔迪
阿布纳·道布尔迪（Abner Doubleday，1819年6月26日—1893年1月26日），美国南北战争时期北方军陆军少将。
道布尔迪是神智学会的杰出成员，曾担任学会会长。道布尔迪还一度被认为是棒球的发明者，但其本人并未有明确的声明，而且有诸多的证据表明此说法不成立。

## 脚注
1. ↑  Kirsch, pp. xiii-xiv.